# Trachyderes hermani
Trachyderes hermani là một loài bọ cánh cứng trong họ Cerambycidae.